# Алымов переулок
Алы́мов переу́лок (название утверждено 7 июня 1922 года, ранее — Кладби́щенский переу́лок) — переулок в Восточном административном округе города Москвы на территории района «Богородское». Расположен между Краснобогатырской и Третьей Гражданской улицами. Нумерация домов начинается от Краснобогатырской улицы.

## Происхождение названия
Переулок, равно как и расположенная неподалёку улица Алымова, обязаны своим названием расположенному здесь ранее селу Алымово, в свою очередь обязанную названием владельцам. Род Алымовых упоминается начиная с XVI века. Непродолжительное время Алымовым владел Иван Грозный, в 1568 году подписал грамоту о пожаловании этих земель Чудову монастырю. К 1680 году на церковном кладбище была построена в честь Успения Святой Богородицы деревянная часовня (не сохранилась), с тех пор за селением прочно закрепилось название Богородицкого или Богородского.
Более раннее название (Кладбищенский переулок) указывает на кладбище бывшего села Богородское.

## История
До 1922 года входил в состав деревни Алымово.

## Здания и сооружения
По нечётной стороне:
В д. 15 расположена школа-лаборатория № 363. В сотрудничестве с кафедрой физики твёрдого тела физфака МГУ при школе организованы физические лаборатории. В 1997 школа была признана школой года. Сейчас эта школа называется № 1797 «Богородская».
Жилые дома: 3/28, 13, 17 корпус 1 и 17 корпус 2.
По чётной стороне:
Дом 4.

## Транспорт
- Станция метро «Преображенская площадь».